# Ороско Маэстре, Рафаэль
Рафаэль Хосе Ороско Маэстре (исп. Rafael Orozco Maestre; 24 марта 1954, Бесерриль, Сесар — 11 июня 1992, Барранкилья) — колумбийский певец. Один из главных представителей популярной колумбийской народной музыки.

## Биография
Родился 24 марта 1954 года в Бесерриль, Он продвигал среднюю школу в Национальной школе Лоперена де Вальедупар.
Рафаэль Ороско был певцом Лучано Поведа и его группы, но только для анимации частных вечеринок. После этого он тоже не записывался с Хулио де ла Осса. Ороско впервые записался в 1975 году с аккордеонистом Эмилио Овьедо.
Случайно Рафаэль встретил Исраэля Ромеро, известного аккордеониста из Вильянуэва, Ла Гуахира. Два месяца спустя Рафаэль Ороско Маэстре и Исраэль Ромеро основали музыкальную группу Binomio de Oro. Они получили 16 золотых наград и 2 платиновые награды.

### Смерть
Рафаэль Ороско был убит вооруженным человеком в своём доме в Барранкилье в 1992 году. Рафаэль Ороско скончался в 21:40 по местному времени.

## Наследие
В 2012 году Caracol TV, крупнейший телеканал Колумбии, транслировал мыльную оперу о жизни Ороско (Rafael Orozco, El ídolo).

## Дискография
- Binomio de oro (1977)
- Por lo alto (1977)
- Enamorado como siempre (1978)
- Los Elegidos (1978)
- Súper vallenato (1979)
- Clase aparte (1980)
- De caché (1980)
- 5 años de oro (1981)
- Festival vallenato (1982)
- Fuera de serie (1982)
- Mucha calidad (1983)
- Somos vallenato (1984)
- Superior (1985)
- Binomio de oro (1986)
- En concierto (1987)
- Internacional (1988)
- De Exportación (1989)
- De fiesta con binomio de oro (1990)
- De américa (1991)
- Por siempre (1991)